# Jednostki morfogenetyczne Gdańska

## Okręg historyczny Gdańsk
| Nazwa                                | Geneza | Obecny charakter funkcjonalny                                | Data przyłączenia do Gdańska |
| ------------------------------------ | --- | ------------------------------------------------------------ | ---------------------------- |
| Główne Miasto                        | Najstarsza osada aglomeracji Gdańska z IX w. Umocniona osada portowo-handlowa nad Motławą X-XIII w. Lokacja prawna na prawie lubeckim 1261–1263 | Dzielnica mieszkaniowo-handlowo-biurowa, funkcje turystyczne |                              |
| Główne Miasto                        | Podjednostki: Dzielnica Mariacka, Dzielnica Świętojańska, Przedwale                                                                             |                                                              |                              |
| Stare Miasto                         | Lokacja grodu ok. 970-980, po 1433 otoczone palisadą i rowem.                                                                                   | Osiedle mieszkaniowe, handel                                 |                              |
| Stare Miasto                         | Podjednostki: Stare Miasto, Osiek, Zamczysko, Fundacyjny Kąt                                                                                    |                                                              |                              |
| Stare Przedmieście                   | Nieobwarowane przedmieście Głównego Miasta. Od 1360 ogrody i warsztaty okrętowe.                                                                | Dzielnica mieszkaniowa i przemysłowa                         | XIV w.                       |
| Wyspa Spichrzów                      | Około 1330 r. powstały pierwsze spichlerze Głównego Miasta, a także rzeźnia, folwark miejski, Dwór Popielny i składy.                           | Handel, hotel, biura, magazyny, ruiny spichlerzy             | XIV w.                       |
| Długie Ogrody                        | Ok. 1360 – łąki i ogrody czynszowe Głównego Miasta (patrymonium), na początku XV w. powstało nieumocnione przedmieście                          | Dzielnica mieszkaniowo-przemysłowa                           | XIV/XV w.                    |
| Ołowianka                            | Własność zamku krzyżackiego 1343–1454. | Elektrociepłownia, filharmonia.                              | 1454                         |
| Dolne Miasto                         | Dzielnica ogrodowa | Dzielnica mieszkaniowo-przemysłowa                           | XVII w.                      |
| Nowe Ogrody                          | W 1342 założono szpital św. Gertrudy z kościołem.                                                                                               | Urząd Miejski, Szpital Wojewódzki, Sąd                       |                              |
| Nowe Ogrody                          | Podjednostki: Nowe Ogrody I, Nowe Ogrody II |                                                              |                              |
| Grodzisko                            | Gródek strażniczy na wzgórzu - IX-X w., fortyfikacje miejskie - 1656, 1807.                                                                     | Dworzec autobusowy, tereny zielone oraz budynki biurowe      | 1454 (?)                     |
| Biskupia Górka                       | Posiadłość biskupów włocławskich, dwór biskupi. Fortyfikacje miejskie - XVII w.                                                                 | Dzielnica mieszkaniowa, tereny zielone, tereny Policji       | 1656 (?)                     |
| Zaroślak                             | Lokacja wsi krzyżackiej - 1365 | Osiedle mieszkaniowe                                         | Część 1656, całość 1807      |
| Zaroślak                             | Podjednostki: Zaroślak Wewnętrzny, Zaroślak Zewnętrzny                                                                                          |                                                              |                              |
| Sienna Grobla I                      | Blokhauz na Polskim Haku – XVIII w. | Tereny przemysłowe, magazyny i składy, kolonia mieszkalna.   | 17 marca 1814                |
| Sienna Grobla I                      | Podjednostki: Polski Hak |                                                              |                              |
| Knipawa / Rudno                      | Część Długich Ogrodów, zabudowana w XV i XVI w.                                                                                                 | Zieleń, obiekty sportowe, osiedle mieszkaniowe               | 17 marca 1814                |
| Siedlce                              | Ok. 1400 ziemie nadane jako uposażenie klasztorowi Brygidek; w 1454 darowane miastu Gdańsk przez króla Kazimierza Jagiellończyka.               | Osiedle mieszkaniowe                                         | 1814                         |
| Siedlce                              | Podjednostki: Ziemica, Szkódka, Winniki, Dolina                                                                                                 |                                                              |                              |
| Chełm                                | Od 1277 grunty biskupie, ok. 1356 założono wieś Nowa Górka, prawa miejskie jako Stolzenberg w 1773                                              | Osiedle mieszkaniowe                                         | 1814                         |
| Stare Szkoty                         | Darowizna księcia Mestwina II na rzecz biskupa kujawskiego - 1277; od XVI w. osada zamieszkana przez Mennonitów, Żydów i Szkotów.               | Teren opustoszały, nieliczne domy mieszkalne, kościół        | początek 1814                |
| Stare Szkoty                         | Podjednostki: Chmielniki Pelplińskie |                                                              |                              |
| Oruńskie Przedmieście                | Ogrody - XIV/XV w.; karczma - 1428 | Tereny kolejowe i przemysłowe                                | 17 marca 1814                |
| Suchanino                            | Wieś krzyżacka - pierwsza wzmianka z 1344. | Osiedle mieszkaniowe                                         | 1 kwietnia 1902              |
| Suchanino                            | Podjednostki: Ziemica Mała, Na Losowej Górze |                                                              |                              |
| Emaus                                | Niegdyś część Siedlec, w XVIII w. istniał tu folwark.                                                                                           | Osiedle mieszkaniowe, węzeł komunikacyjny, ogródki działkowe | 15 sierpnia 1933             |
| Emaus                                | Podjednostki: Stary Emaus, Nowy Emaus, Trzy Lipy, Krzyżowniki                                                                                   |                                                              |                              |
| Stara Wieś                           | Wieś włościańska na gruntach pobiskupich. | Osiedle mieszkaniowe (Chełm)                                 | 15 sierpnia 1933             |
| Nowe Ujeścisko / Wzgórze Mickiewicza | W 1935 – podmiejskie osiedle mieszkaniowe na obszarze gminy Ujeścisko.                                                                          | Osiedle mieszkaniowe                                         | 5 października 1954          |

## Okręg historyczny Wrzeszcz
| Nazwa              | Geneza | Obecny charakter funkcjonalny                       | Data przyłączenia do Gdańska |
| ------------------ | --- | --------------------------------------------------- | ---------------------------- |
| Wrzeszcz           | Pierwsza wzmianka o wsi z 1263 roku; od 1404 wieś na prawie chełmińskim.                                                              | Dzielnica mieszkaniowa, centrum biurowe i handlowe  | 17 marca 1814                |
| Wrzeszcz           | Podjednostki: Wrzeszcz, Brunow, Kuźniczki, Jaśkowa Dolina                                                                             |                                                     |                              |
| Strzyża Dolna      | 1261 – młyn mieszczan gdańskich. | Dawne tereny wojskowe, dzielnica mieszkaniowa       | 17 marca 1814                |
| Nowe Szkoty        | Dobra szlacheckie należące do Cystersów w Oliwie; 1779 – młyn.                                                                        | Osiedle mieszkaniowe                                | 17 marca 1814                |
| Nowe Szkoty        | Podjednostki: Nowe Szkoty Oliwskie, Nowe Szkoty Gdańskie                                                                              |                                                     |                              |
| Wielka Aleja       | Tereny wsi Suchanino nadane jako patrymonium przez Wielkiego Mistrza; W XVII w. tereny sporne między wsią Suchanino a miastem Gdańsk. | Arteria komunikacyjna                               | 17 marca 1814                |
| Wielka Aleja       | Podjednostki: Wielka Aleja I, Wielka Aleja II                                                                                         |                                                     |                              |
| Święta Studzienka  | 1402 – folwark krzyżacki; XVI w. – cegielnia; 1691 – karczma; XVIII w. – ogrody z domami letniskowymi bogatych gdańszczan.            | Tereny Politechniki, osiedle akademickie            | 1 kwietnia 1902              |
| Suchanino Północne | | Osiedle mieszkaniowe                                | 1 kwietnia 1902              |
| Suchanino Północne | Podjednostki: Królewska Dolina, Górzyna, Migówko, Diabełkowo, Szubieniczna Góra                                                       |                                                     |                              |
| Strzyża Górna      | 1188 – młyn, przed 1342 wieś założona przez klasztor w Oliwe.                                                                         | Osiedle mieszkaniowe, teren po koszarach wojskowych | 1 kwietnia 1902              |
| Strzyża Górna      | Podjednostki: Jakubowo, Shadolke |                                                     |                              |
| Kolonia            | Część dóbr Młyniska, odłączone w 1906 i włączone w obręb miasta Gdańska.                                                              | Osiedle mieszkaniowe, stacja rozrządowa kolei       | 19 listopada 1906            |
| Brętowo            | 1625 – kuźnica żelaza, młyn prochowy, dwór.                                                                                           | Osiedle mieszkaniowe Niedźwiednik                   | 15 sierpnia 1933             |
| Brętowo            | Podjednostki: Kamienny Młyn, Lobkowski Dwór, Brętowy Młyn, Jaśkowy Młyn, Nowiecki Młyn, Nowiec                                        |                                                     |                              |
| Piecki             | 1283 – wieś w posiadaniu klasztoru w Oliwie.                                                                                          | Osiedle mieszkaniowe Piecki-Migowo                  | 15 stycznia 1954             |
| Piecki             | Podjednostki: Jaśkowa Dolina Stara |                                                     |                              |
| Migowo             | 1379 – wieś sołecka. | Osiedle mieszkaniowe Piecki-Migowo                  | 15 stycznia 1954             |

## Okręg historyczny Port
| Nazwa                         | Geneza | Obecny charakter funkcjonalny                     | Data przyłączenia do Gdańska |
| ----------------------------- | --- | ------------------------------------------------- | ---------------------------- |
| Nowy Port                     | XVII/XVIII w. – rozwój osady związany z nowo przekopanym Zachodnim Torem Wodnym.                          | Dzielnica portowo - mieszkaniowa.                 | 17 marca 1814                |
| Westerplatte                  | Wyspa powstała z nanosów wiślanych, ufortyfikowane wejście do portu w Gdańsku.                            | Port wojenny, zespół parkowo-pomnikowy            | 17 marca 1814                |
| Brzeźno                       | Osada rybacka - XIII w.                                                                                   | Kąpielisko morskie, osiedle mieszkaniowe          | 1 kwietnia 1914              |
| Zaspa                         | Stanica rybacka nad jeziorem Zaspa - XII/XIII w.; wieś na gruntach klasztoru w Oliwie - XV w.             | Osiedle mieszkaniowe                              | 1 kwietnia 1914              |
| Zaspa                         | Podjednostki: Czerwony Dwór, Czarny Dwór, Biały Dwór, Królewski Dwór, Rozstaje, Letnica                   |                                                   |                              |
| Młyniska                      | Osada młyńska - 1261.                                                                                     | Tereny przemysłowe, osiedle mieszkaniowe          | 1 kwietnia 1914              |
| Oliwskie Łąki                 | Łąki stanowiące własność klasztoru w Oliwie.                                                              | Tereny przemysłowe i składowe, nieużytki          | 1926                         |
| Składy                        | Składy drzewne, wapiennik - XIV-XV w.                                                                     | Tereny stoczniowe, przemysłowe i składowe, boisko | 1877                         |
| Składy                        | Podjednostki: Składy I, Małe Młyniska, Reyerowo, Młodomiejskie Składy Drewna                              |                                                   |                              |
| Ostrów                        | Fortyfikacje miejskie - XVII w.; majątek ziemski - połowa XIX w.                                          | Tereny stoczniowe                                 | 15 listopada 1902            |
| Wisłoujście                   | Osada wiejska - II poł. XIV w.; strażnica krzyżacka (blokhauz) – koniec XIV w.                            | Tereny portowe i przemysłowe                      | 1 kwietnia 1914              |
| Port Północny                 | Tereny wydarte morzu w czasie budowy portu.                                                               | Port                                              |                              |
| Przeróbka                     | Tereny składowe i przetwórcze zboża u wejścia do portu gdańskiego - XVII w.                               | Dzielnica mieszkaniowo-przemysłowa                | 1907                         |
| Sączki                        | Dobra miejskie powstałe przed 1877 na osuszonych i zdrenowanych łąkach między wsiami Stogi i Wisłoujście. |                                                   | 1 kwietnia 1914              |
| Stogi                         | Wieś rolniczo-rybacka.                                                                                    | Dzielnica mieszkaniowo-przemysłowa                | 1 kwietnia 1914              |
| Stogi                         | Podjednostki: Stogi I, Stogi II                                                                           |                                                   |                              |
| Sienna Grobla II (Zewnętrzna) | Karczma przy starej przeprawie promowej przez Wisłę - Gęsia Karczma.                                      | Tereny przemysłowe                                | 1877                         |
| Sienna Grobla II (Zewnętrzna) | Podjednostki: Gęsia Karczma, Biały Dwór, Kryzel, Reduta Tylna                                             |                                                   |                              |
| Krakowiec                     | Wieś rolniczo-rybacka.                                                                                    | Osiedle mieszkaniowo-rolnicze, ogrodnictwo        | 1 kwietnia 1914              |
| Krakowiec                     | Podjednostki: Krakowiec nad Wisłą, Krakowiec na Piaskach                                                  |                                                   |                              |
| Górki Zachodnie               | Wieś na gruntach osady Sandkathen.                                                                        | Stocznia rzeczna, przystanie jachtowe             | 1 kwietnia 1914              |
| Las Miejski w Gdańsku         | Las zakupiony przez miasto Gdańsk przed 1895.                                                             | Las, kąpielisko morskie                           | 1 kwietnia 1914              |

## Okręg historyczny Oliwa
| Nazwa                 | Geneza | Obecny charakter funkcjonalny                         | Data przyłączenia do Gdańska |
| --------------------- | --- | ----------------------------------------------------- | ---------------------------- |
| Oliwa                 | Osada przyklasztorna - 1178, folwark opacki. | Dzielnica mieszkaniowa                                | 1926                         |
| Oliwa                 | Podjednostki: Dolina Szwabego, Dolina Powagi, Prochowy Młyn, Leśny Młyn, Głębokie, Głodowo, Leśnica, Rybno, Wojnowo, Mirów, Las Przymorski, Las Szpitalny |                                                       |                              |
| Ludolfino / Przylesie | Cegielnia od 1822; majątek - 1873. | Osiedle mieszkaniowe                                  | 1926                         |
| Ludolfino / Przylesie | Podjednostki: Gospódki |                                                       |                              |
| Polanki               | Łąki opackie, wydzierżawione pod patrycjuszowskie dworki rezydencjonalne w XVI/XVII w.                                                                    | Nadleśnictwo, szpital, osiedle mieszkaniowe           | 1926                         |
| Polanki               | Podjednostki: Dwór I, Dwór II, Dwór III, Dwór IV, Dwór V, Dwór VI, Dwór VII                                                                               |                                                       |                              |
| Młyniec               | Dwór na gruntach klasztoru w Oliwie. | Dzielnica mieszkaniowa Zaspa                          | 1926                         |
| Dolina Radości        | Zespół młynów i kuźni klasztoru w Oliwie - pierwsza wzmianka 1648.                                                                                        | Ośrodek wypoczynkowy, leśniczówka, zakład hodowli ryb | 1926                         |
| Przymorze             | Wieś należąca do dóbr klasztornych (XI/XIII w.) | Osiedle mieszkaniowe                                  | 1926                         |
| Jelitkowo             | Osada rybacka należąca do dóbr klasztoru w Oliwie od czasów pierwszej fundacji.                                                                           | Kąpielisko, hotele                                    | 1926                         |
| Żabianka              | Pole na gruntach wsi Jelitkowo. | Dzielnica mieszkaniowa                                | 1926                         |

## Okręg historyczny Niziny
| Nazwa               | Geneza                                                                                                  | Obecny charakter funkcjonalny                                        | Data przyłączenia do Gdańska |
| ------------------- | --- | -------------------------------------------------------------------- | ---------------------------- |
| Orunia              | Wieś rolnicza - lokacja na prawie chełmińskim - 1338.                                                   | Dzielnica mieszkaniowo-przemysłowa                                   | 15 sierpnia 1933             |
| Orunia              | Podjednostki: Chmielniki Oruńskie, Dolnik, Orunia nad Motławą, Mniszki, Orunia nad Radunią, Ptaszniki   |                                                                      |                              |
| Olszynka Mała       | Las miejski - okres średniowieczny; łąki i pastwiska - XVI-XVII w.                                      | Osiedle mieszkaniowe, ogródki działkowe                              | 15 sierpnia 1933             |
| Olszynka Wielka     | Las miejski - okres średniowieczny; łąki i pastwiska - XVI-XVII w.                                      | Osiedle mieszkaniowe, ogródki działkowe                              | 15 sierpnia 1933             |
| Błonia              | Łąki miejskie z nadania krzyżackiego.                                                                   | Tereny przemysłowe, kolejowa stacja rozrządowa, osiedle mieszkaniowe | 15 sierpnia 1933             |
| Błonia              | Podjednostki: Miałki Szlak                                                                              |                                                                      |                              |
| Lipce               | Wieś rolnicza                                                                                           | Osiedle podmiejskie                                                  | 15 stycznia 1954             |
| Ostróżek            | Zachodnia część gruntów wsi Kemnade - pierwsza wzmianka 1575.                                           | Osada ogrodnicza                                                     | 15 stycznia 1954             |
| Święty Wojciech     | Osada przykościelna; własność klasztoru w Mogilnie.                                                     | Przedmieście, produkcja ogrodnicza i rzemieślnicza                   | Część 1828, całość 1864      |
| Święty Wojciech     | Podjednostki: Plebanka                                                                                  |                                                                      |                              |
| Rotmanka            | Wieś - 1454                                                                                             | Tereny rolnicze, osiedle mieszkaniowe                                | 1 grudnia 1973               |
| Niegowo             | Gmina wiejska                                                                                           | Wieś rolnicza                                                        | 15 stycznia 1954             |
| Płonia Mała         | Wieś rolnicza - 1454                                                                                    | Tereny przemysłowe (rafineria)                                       | 15 stycznia 1954             |
| Płonia Wielka       | Wieś rolnicza - 1454                                                                                    | Tereny przemysłowe (rafineria)                                       | 15 stycznia 1954             |
| Górki Wschodnie     | Karczma przy drodze pocztowej do Królewca (1400).                                                       | Ośrodki wypoczynkowe, osiedle mieszkaniowe                           | 1 grudnia 1973               |
| Sobieszewo          | | Ośrodki wypoczynkowe, osiedle mieszkaniowe                           | 1 grudnia 1973               |
| Sobieszewo          | Podjednostki: Sobieszewko                                                                               |                                                                      |                              |
| Sobieszewska Pastwa | | Wieś rolnicza                                                        | 1 grudnia 1973               |
| Orle                | Osada średniowieczna, wymieniona w dokumencie Mestwina II z 1292; karczma na Drodze Pocztowej - XVII w. | Wieś rolniczo - rybacka, ośrodki wypoczynkowe                        | 1 grudnia 1973               |
| Wieniec             | Osada dworska                                                                                           | Stacja hodowli roślin, ośrodki wypoczynkowe                          | 1 grudnia 1973               |
| Komary              | Osada dworska                                                                                           | Wieś rolniczo-rybacka                                                | 1 grudnia 1973               |
| Świbno              | Osada jednodworcza przy Drodze Pocztowej.                                                               | Wieś rybacka, przystań na Wiśle, prom                                | 1 grudnia 1973               |
| Przegalina          | Osada powstała w wyniku XIX-wiecznej regulacji gruntów.                                                 | Wieś rolnicza, śluza, przystań rybacka                               | 1 grudnia 1973               |
| Las Mierzei         | |                                                                      | 1 grudnia 1973               |

## Okręg historyczny Wyżyny
| Nazwa                  | Geneza                                                        | Obecny charakter funkcjonalny                                  | Data przyłączenia do Gdańska                      |
| ---------------------- | ------------------------------------------------------------- | -------------------------------------------------------------- | ------------------------------------------------- |
| Obręb Leśny Oliwa      | Las klasztorny (1283).                                        | Las                                                            | 5 października 1954                               |
| Rynarzewo              | Osada (karczma, szmelcarnia), własność klasztoru oliwskiego.  | Leśniczówka                                                    | 5 października 1954                               |
| Obręb Leśny Owczarnia  |                                                               | Las                                                            | 5 października 1954                               |
| Obręb Leśny Owczarnia  | Podjednostki: Zawroty                                         |                                                                |                                                   |
| Obręb Leśny Matemblewo |                                                               | Las                                                            | 5 października 1954                               |
| Obręb Leśny Matemblewo | Podjednostki: Matemblewo                                      |                                                                |                                                   |
| Złota Karczma          | Karczma należąca do dóbr Brętowo, na gruntach Matarni (1707). | Byłe koszary wojskowe, osiedle mieszkaniowe                    | 5 października 1954 (?)                           |
| Osowa                  | Karczma w dobrach klasztoru oliwskiego - 1772.                | Osiedle mieszkaniowe                                           | 1 stycznia 1973                                   |
| Osowa                  | Podjednostki: Kukawka                                         |                                                                |                                                   |
| Wysoka                 |                                                               | Osiedle mieszkaniowe, handel                                   | 1 stycznia 1973                                   |
| Owczarnia              | Dwór opacki - XVIII w.                                        | Wieś rolnicza, leśniczówka, stadnina                           | 1 stycznia 1973                                   |
| Barniewice             |                                                               | Osiedle rolniczo-mieszkaniowe, zakład przemysłowy, ogrodnictwo | 1 stycznia 1973                                   |
| Barniewice             | Podjednostki: Nowy Świat                                      |                                                                |                                                   |
| Klukowo                | Dwór opacki - 1235                                            | Osada podmiejska, rolniczo-mieszkaniowa                        | 1 stycznia 1973                                   |
| Klukowo                | Podjednostki: Zajączkowo, Trzy Nurty                          |                                                                |                                                   |
| Rębiechowo             | Wieś nadana w 1209 przez Mestwina II Norbertankom z Żukowa.   | Osada podmiejska rolniczo-przemysłowa, port lotniczy           | 1 stycznia 1973                                   |
| Bysewo                 |                                                               | Osada przemysłowo-rolnicza, port lotniczy                      | 1 stycznia 1973                                   |
| Bysewo                 | Podjednostki: Firoga                                          |                                                                |                                                   |
| Matarnia               | Dwór nadany klasztorowi oliwskiemu przez Mestwina II (1283).  | Osiedle mieszkaniowe, ogródki działkowe, handel.               | 1 stycznia 1973                                   |
| Kokoszki               |                                                               | Osiedle mieszkaniowe; przemysł (kombinat budowlany)            | 1 stycznia 1973                                   |
| Kiełpinko              |                                                               | Ogrodnictwo, osiedle mieszkaniowe                              | 1 stycznia 1973                                   |
| Kiełpinko              | Podjednostki: Karczemki Kiełpińskie                           |                                                                |                                                   |
| Smęgorzyno             |                                                               | Wieś rolnicza                                                  | 1 stycznia 1973                                   |
| Kiełpino Górne         |                                                               | Wieś rolnicza, osiedle mieszkaniowe                            | 1 stycznia 1973                                   |
| Las Sulmiński          |                                                               | Las                                                            | 1 stycznia 1973                                   |
| Jasień                 | Wieś nadana przez Mestwina II Piotrowi Glabunowicowi - 1284.  | Osiedle mieszkaniowe, ogródki działkowe                        | 1 stycznia 1973                                   |
| Jasień                 | Podjednostki: Nynkowska Góra, Cegielnia, Karczemki Nynkowskie |                                                                |                                                   |
| Ujeścisko              |                                                               | Osiedle mieszkaniowe                                           | Część 5 października 1954, całość 1 stycznia 1973 |
| Ujeścisko              | Podjednostki: Pieklisko (Piekło), Zabornia                    |                                                                |                                                   |
| Szadółki               | Wieś rolnicza - 1333.                                         | Osada mieszkaniowo - rolnicza, wysypisko                       | 1 stycznia 1973                                   |
| Rębowo                 |                                                               | Osiedle mieszkaniowe                                           | 1 stycznia 1973                                   |
| Zakoniczyn             |                                                               | Osiedle mieszkaniowe                                           | 1 stycznia 1973                                   |
| Łostowice              |                                                               | Osiedle mieszkaniowe                                           | 1 stycznia 1973                                   |
| Kowale                 | Wieś                                                          | Osiedle mieszkaniowe                                           | 1 stycznia 1973 – 44 ha                           |
| Maćkowy                |                                                               | Osiedle rolniczo-mieszkaniowe, mleczarnia, ogródki działkowe   | 1 stycznia 1973                                   |
| Maćkowy                | Podjednostki: Świńskie Głowy                                  |                                                                |                                                   |
| Borkowo                |                                                               | Wieś rolnicza, funkcje mieszkaniowe                            | 1 stycznia 1973 (część półn.)                     |